# Schiedam
Schiedam () je mesto in občina v nizozemski provinci Južna Holandija. Občinski svet sodeluje v skupni shemi metropolitanske regije Rotterdam-Haag .
Schiedam se nahaja med Rotterdamom in Vlaardingenom, prvotno na reki Schie in kasneje tudi na Novem Maasu. Na dan 31. januarja 2023 je imela občina 80.723 prebivalcev (vir: DZS). Mesto je znano po proizvodnji gina, zgodovinskem mestnem jedru z zgodovinskimi pristanišči (v drugih mestih jih imenujejo " kanali ") in najvišjimi mlini na veter.
Schiedam ima veliko sosesk in okolij, najbolj obremenjene so Groenoord (Schiedam), Nieuwland in Schiedam-Centrum.

## Zgodovina
Zgodovina mesta Schiedam sega v 13. stoletje. Gospod Wassenaarja in/ali gospod Dirk Bokel iz upravnega dvora Mathenesse, je verjetno okoli leta 1230 v bližini ustja reke Schie dal zgraditi jez,  da bi zaščitil poldersko zemljo pred morsko vodo. Leta 1247 je  grofica Adelajda Holandska ob poroki z Janezom Avesneškim prejela vzhodni del jezu (in polder) kot poročno darilo. Ta ista Adelajda Holandska (Adelajda Avesneška),  sestra holandskega grofa Viljema II. je leta 1275 Schiedamu podelila mestne pravice.  
Osemnajsto stoletje je bilo zlata doba za Schiedam zaradi stagnacije uvoza alkoholnih pijač iz tujine in vzpona destilarn gina. Pojavilo se je na desetine pražarn in destilarn, ki so gin izvažale po vsem svetu. Industrija gina je Schiedamu dala vzdevek " Črni Nazaret ". Industrija je zdaj večinoma izginila, vendar šest klasičnih mlinov na veter, zgrajenih za industrijo, še vedno določa mestno podobo. Noletov mlin je bil zgrajen leta 2005 po podobi teh mlinov. Nekaj je tudi nekdanjih pražarn. V eni od njih na zgodovinskem Lange Havenu se od leta 1996 nahaja muzej Jenever.
Leta 1941 sta bili priključeni občini Kethel in Spaland, kar je ustvarilo prostor za obsežno stanovanjsko gradnjo severno od Schiedama. Tu se zdaj nahajajo okrožja Tuindorp, Sveaparken, Kethel, Groenoord, Woudhoek in Spaland .

## Znamenitosti
- Mestna hiša, Grote Markt
- Grote ali sv. Janškerk
- Mlini na veter v Schiedamu : šest klasičnih stolpnih mlinov ( Molen De Walvisch, Molen De Drie Koornbloemen, Molen De Vrijheid, Molen De Noord, Molen De Palmboom, Molen De Kameel ) in novi "energijski mlin"; mlini na veter, prikazani na sliki, so najvišji klasični mlini na veter na svetu
- Ruševine Huis te Riviere
- Bazilika Liduina s kipom Presvetega srca
- Kanali Schiedama (imenovani "pristanišča": Lange Haven, Korte Haven in Nieuwe Haven )
- Babbersmolen (steenhuismolen 1710-1888) Stellingmolen (1888-1924) Stellingmolen (2014-danes)
- Hiša Zakkendrager
- Borza koruze
- Nekdanje gostišče Svetega-Jakoba, zdaj Stedelijk Museum Schiedam
- Poslovna stavba takratne banke HAV arhitekta Dudoka iz leta 1935, leta 1997 preurejena v stanovanja
- Cerkev sv. Janeza Krstnika (Havenkerk)
- Zgodovinske mestne pokrajine

## Umetnost in kultura
Večina kulturnih objektov v Schiedamu se nahaja v središču mesta. Tam je Stedelijk Museum Schiedam, znan po veliki zbirki Cobra-umetnost, National Jenever Museum, kjer še vedno redno izvajajo destilacijo, in muzejski mlin De Walvisch, kjer še vedno meljejo. Do februarja 2018 je bil De Nieuwe Palmboom muzejski mlin. Druga muzeja sta National Cooperative Museum Schiedam / 't Winkeltje in Borrelmuseum.
Poleg muzejev je v mestu veliko umetnikov in njihovih ateljejev. Mesto ima tudi številne galerije. V sedemdesetih letih prejšnjega stoletja je bilo v Schiedamu posebno ugodno kulturno ozračje in kreativni sektor ima zdaj tudi veliko grafičnih in prostorskih oblikovalcev.
Prva zelena knjižnica na Nizozemskem se zdaj nahaja v nekdanjem Korenbeursu poleg trga Dam. V stavbi Wenneker, nekdanji destilarni, so različne kulturne ustanove. Tu sta med drugim filmska hiša Wenneker Cinema in mala dvorana Theater aan de Schie, katere glavna lokacija se nahaja na Stadserfu. Poleg muzejev in kulturnih središč ima Schiedam vse več ponavljajočih se dogodkov in festivalov, med katerimi so najbolj znani:
- Gasilske veselice
- Festival čokolade lisasta krava
- Film na dvorišču
- Foto festival Schiedam
- Festival Jeneverja in gina
- Glasba na vodi
- Nacionalni dan mlinarstva
- Dnevi odprtih spomenikov
- Odprti Expo Schiedam
- Opera na reki Schie
- Festival sladkorno-sladkega filma
- Festival svetovne glasbe Verueño
- Kje sva se srečala

### Občinski svet
Občinski svet Schiedama ima 35 sedežev. 

### Župan
Jules Bijl ( D66 ) je od 2. junija 2023 vršilec dolžnosti župana Schiedama.

### Koalicija za volilno obdobje 2022-2026
Od 30. junija 2022 koalicijo sestavljajo VVD, DENK, PvdA, D66 in Progressive Schiedam.
Nosilci političnih funkcij (svetniki):
- Antoinette Laan (VVD)
- Doğukan Ergin (DENK)
- Petra Zwang (PvdA)
- Anouschka Biekman (D66)
- Frans Hamerslag (Progressive Schiedam)

## Promet in transport
- Schiedam se večinoma nahaja znotraj rotterdamske obvoznice. Zaradi tega je mesto lahko dostopno prek izvoza A4 Schiedam-West in A20 Schiedam-Noord in Schiedam .

- Schiedam ima kombinirano železniško in podzemno postajo, postajo Schiedam Centrum. S te postaje lahko potujete z direktno povezavo z vlakom do Almereja, Amsterdama, Dordrechta, Haaga, Lelystada, Rotterdama, Roosendaala in Vlissingena .

- Do Schiedama lahko pridete tudi z metrojem. Postaja Schiedam Centrum je dostopna s podzemnimi linijami A, B in C iz Rotterdama. S podzemno linijo C lahko potujete tudi naprej vzdolž podzemnih postaj Schiedam Parkweg, Troelstralaan in Vijfslokken proti Hoogvlietu in Spijkenisse. Po odprtju 28. septembra 2019 se je Hoekse Lijn začela 30. septembra 2019. [1] Postaja Schiedam Nieuwland je bila odprta kot podzemna postaja Hoekse Lijn in je dostopna s podzemnima linijama A in B.

- Schiedam ima tudi tramvajsko povezavo z Rotterdamom. Tramvajski progi 21 (samo podnevi do približno 19. ure) in 24 vozita do središča mesta, postaje Schiedam Centrum in Schiedam-Noord.